# Thermofarbe

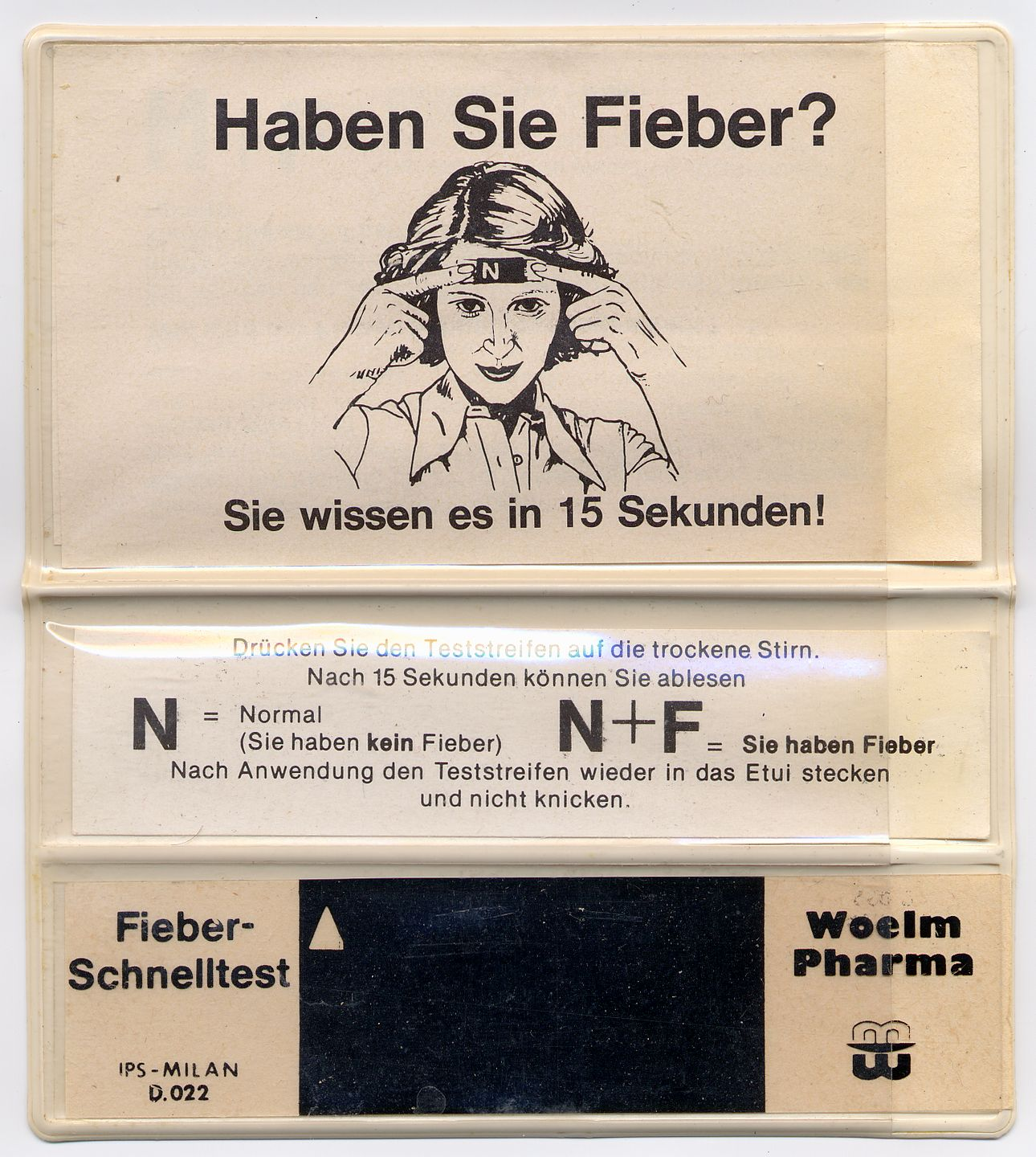
Fieber-Schnelltest-Streifen mit Thermochromfarbstoff

Thermofarben (auch Thermolacke, Thermochromlacke genannt) sind Lacke, die je nach Temperatur ihre Farbe verändern. Sie werden bei technischen Anwendungen eingesetzt, um über eine einfache optische Kontrolle zur Temperaturänderung zu verfügen. Der zugrundeliegende Effekt ist die Thermochromie.
Ein Anwendungsgebiet findet sich z. B. bei geschraubten Stromschienen, wo die Schraubenköpfe diesen Anstrich erhalten, damit schnell erkannt werden kann, dass sich die Verbindung gelockert hat und Übergangswiderstände entstehen, die einen Temperaturanstieg verursachen. Wichtig ist bei dieser Anwendung, dass damit eine berührungslose Temperaturanzeige möglich ist. Thermofarben dienen auch in der Verfahrenstechnik dazu, um Störungen rasch zu erfassen, bei denen die Temperatur von Anlagenteilen vom Sollwert abweicht.
Thermofarben werden auch in der Werbung eingesetzt; hier handelt es sich meist um Lacke, die im kalten Zustand schwarz sind und ein darunter liegendes Bild abdecken. Berührt man das Werbegeschenk mit der Hand (oder füllt ein heißes Getränk in eine so bedruckte Tasse), erscheint wie von Geisterhand das darunterliegende Bild mit der Werbebotschaft; beim Abkühlen wird die Fläche wieder schwarz. Diese Lacke werden im Siebdruckverfahren aufgebracht.
Es gibt auch Thermofarben, bei denen die Farbänderung irreversibel ist. Bei diesen Materialien kommt es beim Erhitzen über eine bestimmte Temperatur entweder zu einer chemischen Umwandlung (beispielsweise Oxidation durch Luftsauerstoff) oder zu einer Änderung des Gefüges durch Schmelzen des Materials. Diese Stoffe werden verwendet, um die Maximaltemperatur bei Ofenprozessen zu überwachen oder festzustellen, ob sich beispielsweise ein elektrisches Gerät überhitzt hat.